# أدولف جوان
أدولف جوان (بالفرنسية: Adolphe Joanne)‏ هو مترجم وكاتب وصحفي فرنسي، ولد في 15 سبتمبر 1813 في ديجون في فرنسا، وتوفي في 1 مارس 1881 في باريس في فرنسا.